# 平安南道
平安南道（ピョンアンナムどう）は、朝鮮民主主義人民共和国中西部（朝鮮半島北西部）に位置する行政区。
平野が大半を占め、農業・工業が発達している。石炭などの地下資源にも恵まれている。工業都市南浦には同国トップクラスの港がある。

## 地理
北は、平安北道と慈江道、南は平壌直轄市と黄海南道と黄海北道、南浦特別市、西は黄海、東は咸鏡南道と江原道に面する。
東部には朝鮮半島の分水嶺である狼林山脈が南北に走る。西部から南部にかけては大同江が流れている。

## 人口
2008年10月の調査では4,051,706人で北朝鮮で最大である。

## 歴史
1896年に朝鮮八道の平安道が南北に分割されることで平安南道が生まれ、日本統治下にも平安南道として継承された。北朝鮮によって平壌が直轄地域として分離された。
南浦は1980年に道から独立し南浦直轄市となっていたが、2004年1月に平安南道に再び編入され同国初の特級市に位置づけられた。

## 平安南道の下部行政区域

### 市・区部
- 平城市 - 평성시【平城市】Phyŏngsŏng-si （ピョンソン=シ、平安南道道都）
- 安州市 - 안주시【安州市】Anju-si （アンジュ=シ）
- 价川市 - 개천시【价川市】Kaechŏn-si （ケチョン=シ）
- 順川市 - 순천시【順川市】Sunchŏn-si （スンチョン=シ）
- 徳川市 - 덕천시【德川市】Tŏkchŏn-si （トクチョン=シ）

### 郡部
- 大同郡 - 대동군【大同郡】Taetong-gun （テドン=グン）
- 甑山郡 - 증산군【甑山郡】Jŭngsan-gun （チュンサン=グン）
- 平原郡 - 평원군【平原郡】Phyŏngwŏn-gun （ピョンウォン=グン）
- 文徳郡 - 문덕군【文德郡】Muntŏk-gun （ムンドク=グン）
- 粛川郡 - 숙천군【肅川郡】Sukchŏn-gun （スクチョン=グン）
- 成川郡 - 성천군【成川郡】Sŏngchŏn-gun （ソンチョン=グン）
- 寧遠郡 - 녕원군【寧遠郡】Nyŏngwŏn-gun （ニョンウォン=グン）
- 北倉郡 - 북창군【北倉郡】Pukchang-gun （プクチャン=グン）
- 孟山郡 - 맹산군【孟山郡】Maengsan-gun （メンサン=グン）
- 陽徳郡 - 양덕군【陽德郡】Yangtŏk-gun （ヤンドク=グン）
- 檜倉郡 - 회창군【檜倉郡】Hoechang-gun （フェチャン=グン）
- 新陽郡 - 신양군【新陽郡】Sinyang-gun （シニャン=グン）
- 大興郡 - 대흥군【大興郡】Taehŭng-gun （テフン=グン）
- 殷山郡 - 은산군【殷山郡】Ŭnsan-gun （ウンサン=グン）

### 区部
- 清南区 - 청남구【淸南區】Chŏngnam-gu （チョンナム=グ）

### 地区部
- 得将地区 - 득장지구【得將地區】Tŭkjang-jigu （トゥクチャン=ジグ）